# Ángel Burgueño
Ángel Burgueño (ur. 12 czerwca 1973 roku w Madrycie) – hiszpański kierowca wyścigowy.

## Kariera
Burgueño rozpoczął karierę w wyścigach samochodowych w 1993 roku od startów w Hiszpańskiej Formule Renault. Uzbierane 92 punkty pozwoliły mu zdobyć tam tytuł wicemistrzowski serii. W późniejszych latach pojawiał się także w stawce Europejskiego Pucharu Formuły Renault (trzecie miejsca w 1994 i 1995 roku), Francuskiej Formuły 3, Brytyjskiej Formuły 3, World Series by Nissan, Włoskiej Formuły 3000, Spanish GT Championship, Mégane Trophy Eurocup, Le Mans Series, International GT Open oraz 24h Le Mans.
W World Series by Nissan Hiszpan startował w latach 1998-2003. Już w pierwszym sezonie startów osiągnął sukces. Po odniesieniu dwóch zwycięstw uzbierał łącznie 126 punktów. Pozwoliły mu one zdobyć tytuł wicemistrzowski serii. W kolejnych dwóch latach zwyciężał odpowiednio trzy- i dwukrotnie. W obu sezonach był czwarty. W 2001 roku wygrał jeden wyścig i pięciokrotnie stawał na podium. Uzbierane 127 punktów dało mu piąte miejsce w klasyfikacji końcowej. W latach 2002–2003 był klasyfikowany odpowiednio na piętnastej i dziewiętnastej pozycji.